# Vita di Gesù Cristo
Vita di Gesù Cristo è un libro dello storico del cristianesimo e orientalista italiano Giuseppe Ricciotti. Il libro, pubblicato per la prima volta nel 1941, ha avuto molte ristampe fino ai giorni nostri.

## Descrizione
Rimasto gravemente ferito durante il servizio militare come cappellano degli Arditi nella prima guerra mondiale, Ricciotti aveva fatto voto di scrivere una Vita di Cristo se fosse riuscito a tornare a casa sano e salvo. Allo scoppio della seconda guerra mondiale Ricciotti decise di mettere finalmente mano al progetto. È lui stesso a raccontarlo nella prefazione alla prima edizione dell'opera: «Quando vidi che la tempesta di una nuova guerra s'addensava sull'umanità, e che l'Europa secondo ogni più facile previsione sarebbe stata nuovamente allagata di sangue, allora mi parve che [...] essendo tornato il sangue sul mondo, bisognava pure che tornasse il Vangelo.» Ricciotti cominciò a lavorare alla Vita di Gesù Cristo nel 1939 e la terminò nel novembre 1940.
La Vita (Milano, Rizzoli, 1941), insieme al volume sulla vita e la dottrina di San Paolo intitolato Paolo Apostolo (Roma, Tipografia poliglotta vaticana, 1946) e alla Storia di Israele (Torino, SEI, 1932-1934, in 2 volumi; ristampata dalla SEI di Torino nel 1997), rappresenta un'unica trilogia, contrapposta a quella di tendenza razionalista e liberale di Ernest Renan, formata dalla Vie de Jésus (1863), Les apôtres (1866) e l'Histoire du peuple d'Israël (1887-1893).
Nel libro Ricciotti risponde criticamente alle teorie della scuola liberale tedesca, rappresentata soprattutto da Bultmann, Harnack e Loisy, come pure alle teorie del mito di Gesù che negano l'esistenza storica di Gesù di Nazareth.

## Accoglienza
L'opera ottenne l'encomio solenne della Reale Accademia d'Italia ed ebbe fin da subito un enorme successo, arrivando a vendere 40 000 copie tra il 1941 e il 1942. Tradotta in 10 lingue, la Vita di Gesù Cristo fu un successo internazionale e ricevette recensioni positive sulla stampa specialistica. Molto critica fu invece la recensione che ne fece il teologo modernista Ernesto Buonaiuti, antico amico di Ricciotti, che lo accusava di essere ingeneroso verso la scuola liberale tedesca.
Più critiche sono state invece le recensioni all'opera da parte di alcuni moderni accademici cattolici. In un articolo apparso su Il Sole 24 ORE, l'esegeta e cardinale Gianfranco Ravasi ha definito l'opera "non immune da numerose semplificazione apologetiche". Secondo l'esegeta Giulio Michelini OFM l'opera del Ricciotti contiene diversi problemi che sarebbero tipici dell'esegesi cattolica dell'epoca: una tendenza verso l'armonizzazione evangelica, veementi ed eccessivi attacchi all'esegesi protestante (in particolare Rudolf Bultmann), conoscenza insufficiente del Periodo del Secondo Tempio e persino interpretazioni anti-giudaiche dei Vangeli (vedi richiesta del sangue). L'esegeta Giuseppe Segalla, pur lodando lo stile letterario dell'opera del Ricciotti, l'ha caratterizzata come un'opera apologetica. Il libro è però ancora oggi apprezzato dagli intellettuali cattolici, tra cui lo scrittore Luca Doninelli e Vittorio Messori.
In Ipotesi su Gesù Messori dichiara che il libro fu apprezzato anche da Benito Mussolini. L'ex-duce, prigioniero all'isola di Ponza, lo lesse e ne scrisse un encomio enfatico. Cosa che non mancò di amareggiare a lungo il povero Ricciotti, scrive l'autore.

## Traduzioni
- Vida de Jesucristo. Traducción de Juan G. de Luaces. Prólogo y revisión de Ramón Roquer Vilarrasa. Barcelona. Luis Miracle, 1946.
- Giuseppe Ricciotti, The Life Of Christ, traduzione di Alba I. Zizzamia, Milwaukee, The Bruce Publishing Company, 1947.
- Vie de Jésus-Christ, avec introduction critique, traduction française de Maurice Vaussard, Paris, Payot, 1947.
- Giuseppe Ricciotti: Das Leben Jesu mit kritischer Einführung, 129 Abbildungen und 1 Karte. Basel, Thomas-Morus-Verlag (1949).